# Thelyphrynus elongatus
Genre
Espèce
Thelyphrynus elongatus, unique représentant du genre Thelyphrynus, est une espèce fossile d'amblypyges du sous-ordre des Paleoamblypygi.

## Distribution
Cette espèce a été découverte aux États-Unis en Illinois dans la formation de Mazon Creek. Elle date du Carbonifère.

## Publication originale
- Petrunkevitch, 1913 : A monograph of the terrestrial Palaeozoic Arachnida of North America. Transactions of the Connecticut Academy of Arts and Sciences, vol. 18, p. 1-137.